# 劉毅 (軍人)
劉毅（りゅう・き、1955年- ）は、中国人民解放軍の軍人。出生地、籍貫地は、山東省。2013年11月現在、海軍中将、中国人民解放軍海軍副司令員である。

## 経歴
1955年山東省に生まれる。1969年中国人民解放軍に入隊する。1981年潜水艦艦長、1984年原子力潜水艦艦長見習い、1989年青島の海軍核潜艇基地第11艇員隊403号漢型攻撃型原子力潜水艦艦長となる。1994年海軍核潜艇基地参謀長となり、その後同基地司令員となる。2007年6月海軍副参謀長、2010年3月東海艦隊参謀長、同年12月東海艦隊副司令員となる。2011年6月海軍副司令員となる。2012年8月海軍中将に昇格する。